# بوريس بالينسكي
بوريس إيفان بالينسكي (23 سبتمبر 1905 - 1 سبتمبر 1997) (بالأوكرانية: Boris Ivan Balinsky) أحيائي وعالم أجنة وعالم حشرات أوكراني-جنوب أفريقي، كان أستاذا في جامعة كييف وجامعة ويتواترسراند. هو باحث رائد في مجال علم الأجنة التجريبي والمجهر الإلكتروني وعلم الأحياء النمائي. وهو مؤلف الكتاب المدرسي الشهير في علم الأجنة «مقدمة في علم الأجنة».
وُلد أوكرانيا، وكان من أوائل من استحثوا تجريبياً تكوين الأعضاء في أجنة البرمائيات. كان بالينسكي أستاذًا جامعيًا ونائبًا لمدير معهد الأحياء في كييف بعمر 28 عامًا. أصبح خبيرًا معترفًا به في تنمية الأسماك والبرمائيات. كونه ضحية للقمع السوفيتي، ظل تحت الاحتلال الألماني خلال الحرب العالمية الثانية وهرب إلى بوزنان في بولندا ولاحقًا إلى ميونخ بألمانيا. عمل بالينسكي لفترة وجيزة في إسكتلندا في مختبر كونراد هال وادينجتون في علم أجنة الفئران. أخيرًا، ذهب إلى جنوب أفريقيا ليصبح أحد مؤسسي العلوم الحيوية التجريبية في جنوب إفريقيا.
عمل بالينسكي أيضًا في علم الحشرات ووصف أنواعًا جديدة من مطويات الأجنحة واليعسوبيات والعث من عائلة الناريات، خاصة من القوقاز وجنوب إفريقيا.
كان لديه ابن اسمه جون بالينسكي وهو عالم أيضًا.